# Pachysandra axillaris
Pachysandra axillaris är en buxbomsväxtart. Pachysandra axillaris ingår i släktet skugg-grönor, och familjen buxbomsväxter.

## Underarter
Arten delas in i följande underarter:
- P. a. axillaris
- P. a. stylosa

## Bildgalleri

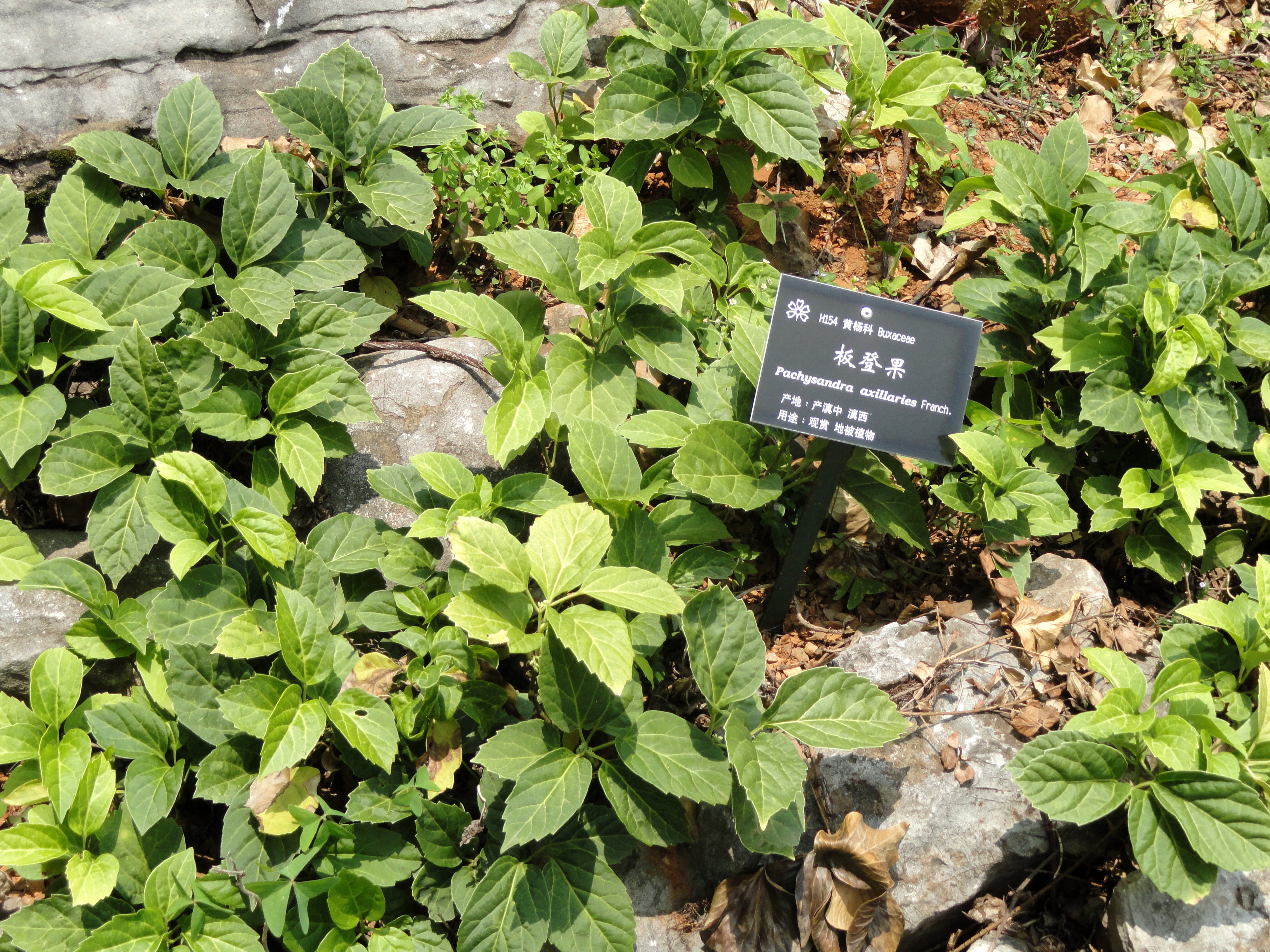